# فيونا (مغنية)
فيونا إيلين فلاناغان (بالإنجليزية: Fiona Eileen Flanagan)‏ هي مغنية وكاتبة غنائية وملحنة وممثلة أمريكية، ولدت في 13 سبتمبر 1961 في الولايات المتحدة.

## وصلات خارجية
- فيونا على موقع IMDb (الإنجليزية)
- فيونا على موقع ميوزك برينز (الإنجليزية)
- فيونا على موقع ديسكوغز (الإنجليزية)
- فيونا على موقع قاعدة بيانات الفيلم (الإنجليزية)